# Aljaksej Loschkin
Aljaksej Aljaksandrawitsch Loschkin (belarussisch Аляксей Аляксандравіч Ложкін; * 21. Februar 1974 in Minsk, Weißrussische SSR, Sowjetunion) ist ein ehemaliger belarussischer Eishockeyspieler, der an den Olympischen Winterspielen 1998 teilnahm und nunmehr als Trainer tätig ist.

## Karriere
Aljaksej Loschkin begann seine Karriere als Eishockeyspieler in seiner Heimatstadt in der Nachwuchsabteilung des HK Junost Minsk. 1990 wechselte der Angreifer zu Progress-SchWSM Hrodna, für dessen Profimannschaft er sein Debüt in der Perwaja Liga, der zweithöchsten sowjetischen Spielklasse, gab. 1991 kehrte er in seine Heimatstadt zurück und schloss sich dem HK Dinamo Minsk an, für den er zwei Jahre auf dem Eis stand (zunächst in der Wysschaja Liga und dann in der Internationalen Hockey-Liga). Daneben wurde er auch von Chimik Nawapolazk und Tiwali Minsk, mit dem er 1993 belarussischer Meister wurde, eingesetzt. Nachdem ihn die Saguenéens de Chicoutimi bereits 1992 beim CHL Import Draft an 18. Stelle gezogen hatten, wechselte er 1993 zu dem Klub aus der kanadischen Juniorenliga Ligue de hockey junior majeur du Québec und wurde 1994 als bester Vorbereiter der Liga-Playoffs in das All-Rookie-Team gewählt. Zudem gewann er mit seiner Mannschaft den Coupe du Président. 1995 wechselte er zu den Fredericton Canadiens in die American Hockey League und wurde 1997 in das All-Star-Team der Liga gewählt. Nachdem er 1999 noch einige Spiele für die Grand Rapids Griffins aus der International Hockey League absolviert hatte, kehrte er im Sommer des Jahres nach Europa zurück.
Dort spielte er zunächst in schnellem Wechsel für unterschiedliche Vereine sowohl in Belarus, als auch in Russland und Nordwesteuropa. 2003 schloss er sich dem HK Keramin Minsk an, mit dem er 2004, 2005 und 2007 belarussischer Vizemeister wurde. Nach einem Jahr bei Dinamo Minsk, wechselte er 2008 zu Metallurg Schlobin, wo er 2010 seine Karriere beendete.

### International
Für Belarus nahm Loschkin im Juniorenbereich an der Qualifikation zur C-Weltmeisterschaft der Junioren 1993 teil, bei der die Mannschaft jedoch scheiterte.
Im Seniorenbereich lief er für Belarus bei der B-Weltmeisterschaft 1997 und (nach dem dort erreichten Aufstieg) der A-Weltmeisterschaft 1998 auf. Zudem vertrat er seine Farben 1997 bei der erfolgreichen Olympiaqualifikation und den Winterspielen in Nagano 1998, bei der die Mannschaft Siebter wurde.

## Trainerlaufbahn
Im Anschluss an seine aktive Karriere startete Loschkin eine Trainerlaufbahn ein. Zunächst war er für den estnischen Eishockeyverband als Assistenztrainer der Nationalmannschaft tätig. Seit 2015 arbeitet er im eigenen Land. War er Anfangs beim HK Schachzjor Salihorsk beschäftigt, so coacht er seit 2019 Nachwuchsmannschaften des belarussischen Eishockeyverbandes.

## Erfolge und Auszeichnungen
- 1993 Belarussischer Meister mit Tiwali Minsk
- 1994 Gewinn des Coupe du Président mit den Saguenéens de Chicoutimi
- 1994 All-Rookie-Team der Ligue de hockey junior majeur du Québec
- 1997 Teilnahme am AHL All-Star Classic

### International
- 1997 Aufstieg in die A-Gruppe bei der B-Weltmeisterschaft

## Karrierestatistik

### International
(Legende zur Spielerstatistik: Sp oder GP = absolvierte Spiele; T oder G = erzielte Tore; V oder A = erzielte Assists; Pkt oder Pts = erzielte Scorerpunkte; SM oder PIM = erhaltene Strafminuten; +/− = Plus/Minus-Bilanz; PP = erzielte Überzahltore; SH = erzielte Unterzahltore; GW = erzielte Siegtore; 1 Play-downs/Relegation; Kursiv: Statistik nicht vollständig)